# Remarque (cràter)
Remarque és un cràter d'impacte en el planeta Mercuri de 25,9 km de diàmetre. Porta el nom de l'escriptor alemany Erich Maria Remarque (1898-1970), i el seu nom va ser aprovat per la Unió Astronòmica Internacional el 2013.